# J'étais garde du corps d'Hitler
J'étais garde du corps d'Hitler est un livre de souvenirs écrit par Nicolas Bourcier à partir d'entrevues accordées par Rochus Misch. Cet ouvrage a été publié au Cherche midi en 2006  (ISBN 978-2749105055).

## Résumé
Dans cet ouvrage, Rochus Misch raconte son parcours, qui l'a mené par hasard d'Oppeln en Silésie jusqu'au bunker d'Hitler, où il fut téléphoniste et garde du corps au service du Führer.